# Haugen
Haugen és una població dels Estats Units a l'estat de Wisconsin. Segons el cens del 2000 tenia 287 habitants.

## Demografia
Segons el cens del 2000, Haugen tenia 287 habitants, 120 habitatges, i 75 famílies. La densitat de població era de 217,3 habitants per km².
Dels 120 habitatges en un 29,2% hi vivien nens de menys de 18 anys, en un 50% hi vivien parelles casades, en un 7,5% dones solteres, i en un 37,5% no eren unitats familiars. En el 31,7% dels habitatges hi vivien persones soles el 19,2% de les quals corresponia a persones de 65 anys o més que vivien soles. El nombre mitjà de persones vivint en cada habitatge era de 2,39 i el nombre mitjà de persones que vivien en cada família era de 3,07.
Per edats la població es repartia de la següent manera: un 26,8% tenia menys de 18 anys, un 4,2% entre 18 i 24, un 33,4% entre 25 i 44, un 16,7% de 45 a 60 i un 18,8% 65 anys o més.
L'edat mediana era de 38 anys. Per cada 100 dones de 18 o més anys hi havia 112,1 homes.
La renda mediana per habitatge era de 30.714 $ i la renda mediana per família de 46.250 $. Els homes tenien una renda mediana de 29.375 $ mentre que les dones 22.500 $. La renda per capita de la població era de 17.258 $. Aproximadament el 8,3% de les famílies i el 10,9% de la població estaven per davall del llindar de pobresa.

## Poblacions més properes
El següent diagrama mostra les poblacions més properes.